# 프랑스 브리그 바일란테 (1793)
바일란테는 생말로에서 1793년에 진수된 건브리그(gunbrig)였다. 그녀는 브리트니 해안에서 호송대를 호위하는 것으로 첫 해 커리어를 보냈다. 1795년 5월에 그녀는 바이올란테로 이름이 바뀌었지만 1796년에 바일란테라는 이름으로 되돌아갔다. 영국 해군은 1796년 후반 카리브해에서 그녀를 파괴했다.

## 커리어
- 1793년 8월 27일 ~ 11월 9일, 그녀는 레 보젝의 지휘를 받았다. 그녀는 페로스-귀렉에 주둔했고 생 말로와 브레스트 사이의 호송대를 호위했다.
- 1794년 1월 24일 ~ 3월 20일, 그녀는 레 보젝 중위의 지휘를 받았다. 그녀는 그랑빌 및 두아네네즈 사이를 오가며 호송대를 호위했다.
- 1794년 6월 19일 ~ 9월 2일, 그녀는 그랑빌과 두아네네즈 사이의 호송대를 여전히 호위하며 포이리에르의 지휘 아래 있었다.

## 운명
1796년 11월 25일, 선장 R. 바튼과 HMS Lapwing 은 2척의 전함, 여러 척의 소형 선박, 400명의 병력으로 구성된 프랑스 군이 앵귈라를 공격할 것이라는 소식을 세인트키츠에서 듣게 되었다. 바람이 도와주지 않은 탓에 프랑스 군이 마을을 태우는 것을 막기 위해 출항한 랩윙이 제 시간에 도착하지 못했다. 다행이도 랩윙은 세인트마틴 근처에서 프랑스 군을 만날 수 있었다. 랩윙은 프랑스 콜베트함 데키우스를 포획할 수 있었고 바일란테를 파괴했다. 랩윙 은 총 170명을 잡았다. 데키우스는 24개의 6 파운드 총, 2 개의 12파운드 캐러네이드, 2개의 필드 피스로 무장했었다. 데키우스는 133명의 승무원과 203명의 병력을 싣고 있었고, 모두 안드레 세니스의 지휘 아래 있었다. 바일란테는 4개의 24 파운드 총으로 무장했고 45명의 승무원과 90명의 병력을 보유하고 있었으며 모두 Citizen Laboutique의 지휘 아래있었다. Décius 가 공격을 받은 지 30 분 후 Vaillante는 St Martin 's에서 좌초하여 Lapwing의 화재로 그녀를 파괴했다.

## 인용 및 참고 문헌
인용
참고 문헌